# Пикардийская терция
Пикарди́йская те́рция (фр. tierce de Picardie) — большая терция вместо ожидаемой малой в генеральной (финальной) каденции западноевропейских музыкальных сочинений XVI-XVIII веков. Термин введён в «Музыкальном словаре» Ж.-Ж. Руссо (1768). Топоним «пикардийская» до сих пор не получил удовлетворительного объяснения. Роберт Холл (Hall 1975) предполагает, что термин восходит к старофранцузскому прилагательному «picart», которое означало «острый», «заострённый», и таким образом ссылается на изменение («заострение») терции в каденционной ультиме.

## Общая характеристика
Любая замена малой терции на большую в «минорной» музыке в научно-популярной литературе трактуется как «победа добра над злом», «луч надежды» и т.п. В действительности введение большого трезвучия в ультиме наиболее значимой и гармонически самой устойчивой каденции обусловлено тем, что в историческую эпоху малая терция оценивалась практикующими музыкантами как акустически (сонантно) менее устойчивая, чем большая терция. 
Один из первых примеров пикардийской терции В. Апель находит во фроттоле Б. Тромбончино «Non val aqua» (ок. 1500 г.). Со 2-й половины XVI века традиция заканчивать многоголосное сочинение большим («мажорным») трезвучием охватила не только инструментальную, но и вокальную музыку (например, пикардийская терция отмечается во всех сочинениях К. Джезуальдо, который вообще не писал музыку для инструментов, так же как у Дж. Палестрины, О. ди Лассо, К. де Роре, Л. Маренцио и др.). В эпоху барокко пикардийская терция остаётся нормативным явлением, например, она регистрируется почти во всех минорных прелюдиях и фугах «Хорошо темперированного клавира» И. С. Баха. 
С развитием равномерной темперации сонантно-акустическое различие большого и малого трезвучий нивелировалось, использование минорного трезвучия в ультимах каденций (в т.ч. и в самой главной, финальной) стало заурядной практикой. В сочинениях венских классиков, романтиков и композиторов XX века, опирающихся на гармоническую тональность и равномерно темперированный строй, употребление мажорного трезвучия вместо минорного в кодах и каденциях обусловлено не «акустическими» причинами, а прежде всего, драматургическим замыслом. Примеры: Бетховен. Струнный квартет c-moll, op. 18 № 4, финал IV части; Шопен. Ноктюрн для фортепиано cis-moll, op.posth; Орф. Carmina Burana, финал IV части; Шостакович. Симфония № 5, финал III части. 
Этот приём широко используется также в «концептуальной» популярной музыке (например, в песнях «Битлз» «A Taste of Honey» и «A Day in the Life»).